# EQT
EQT est une compagnie américaine pétrolière et d'extraction de gaz naturel basée à Pittsburgh.

## Histoire
En juin 2017, EQT annonce l'acquisition de Rice Energy pour 6,7 milliards de dollars. 